# Chapour de Perse
Pour les articles homonymes, voir Chapour.
Chapour ou Châhpûhr de Perse ou Shāpur  ou Chapour est roi d'Arménie de 415 à 421 ; il est en outre prétendant au trône sassanide sous le nom de Châhpûhr, Shāpur ou Chapour IV en 421. 

## Biographie
Shāpur est le fils aîné du roi sassanide Yazdgard Ier. À la mort du roi Khosrov IV d'Arménie, la cour perse prend la décision de donner la couronne royale d'Arménie au fils aîné du roi Yazdgard Ier, au lieu de la remettre au jeune neveu du défunt Artachès. Il s'agit en fait de constituer un apanage à l'héritier d'Iran dans la perspective d'une annexion future de l'Arménie. L'historien Moïse de Khorène rapporte diverses anecdotes sur les relations du jeune roi sassanide avec les fiers nakharark arméniens.
La mort de Yazdgard Ier en 420 interrompt l'exécution de ce programme. Le prince Châhpûhr quitte précipitamment l'Arménie pour aller revendiquer le trône de Ctésiphon sous le nom de règne de « Châhpûhr ou Shapur IV ». Il est tué par les nobles et le clergé et c'est son frère cadet Vahram V Gôr qui, après une guerre civile d'un an, s'empare de la couronne.